# Fuck the World (Insane Clown Posse)
Fuck The World è il secondo singolo del quinto album in studio, The Amazing Jeckel del gruppo Horrorcore di Detroit, Insane Clown Posse.  La canzone campiona 8-Ball del rapper di Compton, Eazy-E.